# Oscar Möller
Oscar Möller (ur. 22 stycznia 1989 w Sztokholmie) – szwedzki hokeista, reprezentant Szwecji, olimpijczyk.
Jego brat Carl-Johan (ur. 1992) także został hokeistą.

## Kariera
- Spånga IS J18 (2003–2005)
- Spånga IS J16 (2004-2005)
- Spånga IS J20 (2004-2005)
- Djurgårdens IF J18 (2005–2006)
- Djurgårdens IF J20 (2005-2006)
- Chilliwack Bruins (2006-2008)
- Manchester Monarchs (2008-2011)
- Los Angeles Kings (2008-2011)
- Skellefteå AIK (2011-2014)
- Ak Bars Kazań (2014-2016)
- Skellefteå AIK (2016-)

Wychowanek klubu Spånga IS. Grał także w młodzieżowych zespołach klubu Djurgårdens IF. Od 2006 przez dwa lata grał w kanadyjskiej juniorskiej lidze WHL w ramach rozgrywek CHL, do których był draftowany z numerem 2. W drafcie NHL z 2007 został wybrany przez Los Angeles Kings. Następnie od 2008 przez trzy sezony występował w zespole farmerskim w lidze AHL, a równolegle także w NHL. W 2011 powrócił do Szwecji, w maju 2011 został zawodnikiem Skellefteå i od tego czasu rozpoczął występy w lidze szwedzkiej. W lutym 2013 przedłużył kontrakt z klubem o cztery lata. Od lipca 2014 zawodnik Ak Barsu Kazań. Od 2016 ponownie w Skellefteå. Latem 2018 przedłużył kontrakt o pięć lat.
Uczestniczył w turniejach mistrzostw świata 2014, 2015 oraz zimowych igrzysk olimpijskich 2018.

## Sukcesy

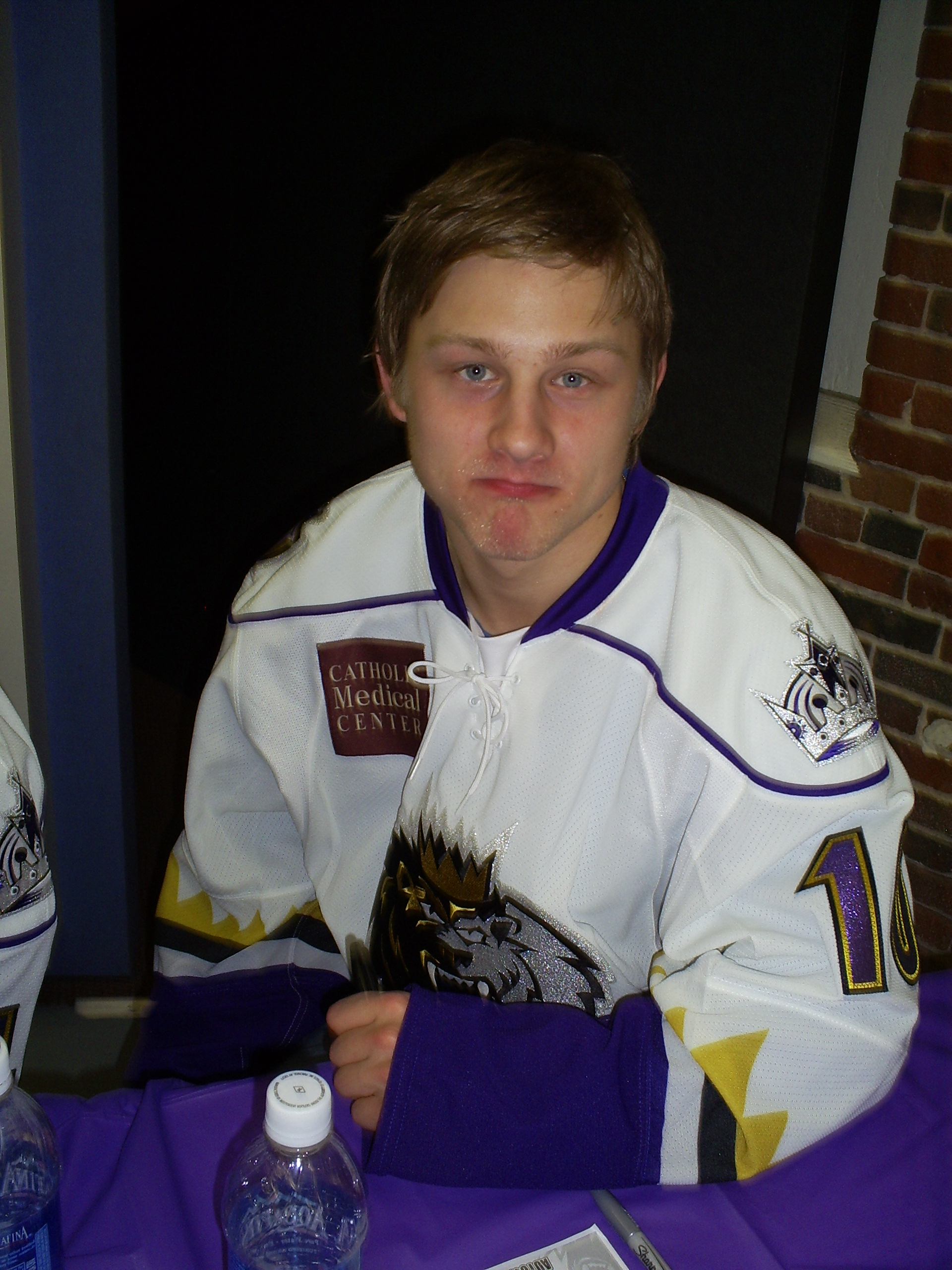
Oscar Möller w barwach Manchester Monarchs (2009)

Reprezentacyjne
- Brązowy medal mistrzostw świata juniorów do lat 18: 2007
- Srebrny medal mistrzostw świata juniorów do lat 20: 2008, 2009
- Brązowy medal mistrzostw świata: 2014

Klubowe
- Srebrny medal mistrzostw Szwecji: 2012 ze Skellefteå
- Złoty medal mistrzostw Szwecji: 2013, 2014 ze Skellefteå
- Srebrny medal mistrzostw Rosji: 2015 z Ak Barsem Kazań
- Finał KHL o Puchar Gagarina: 2015 z Ak Barsem Kazań

Indywidualne
- CHL 2006/2007:
  - CHL Top Prospects Game
- WHL 2007/2008:
  - Pierwszy skład gwiazd Zachodu
- Elitserien (2011/2012):
  - Szóste miejsce w klasyfikacji kanadyjskiej w fazie play-off: 15 punktów
- Elitserien (2012/2013):
  - Zdobywca przesądzającego gola w finałach play-off ligi 18 kwietnia 2013
- Svenska hockeyligan (2013/2014):
  - Trzecie miejsce w klasyfikacji strzelców w sezonie zasadniczym: 27 goli
  - Szóste miejsce w klasyfikacji kanadyjskiej w sezonie zasadniczym: 45 punktów
  - Pierwsze miejsce w klasyfikacji strzelców goli w przewadze w sezonie zasadniczym: 15 goli
  - Pierwsze miejsce w klasyfikacji asystentów w fazie play-off: 13 asyst
  - Drugie miejsce w klasyfikacji kanadyjskiej w fazie play-off: 18 punktów
  - Rinkens riddare - nagroda dla najuczciwszego zawodnika
- Oddset Hockey Games 2014:
  - Najlepszy napastnik turnieju
  - Skład gwiazd turnieju
- KHL (2014/2015):
  - Trzecie miejsce w klasyfikacji strzelców w fazie play-off: 9 goli
  - Pierwsze miejsce w klasyfikacji strzelców zwycięskich goli meczowych w fazie play-off: 6 goli
- Svenska hockeyligan (2020/2021):
  - Rinkens riddare - nagroda dla najuczciwszego zawodnika[5]